# Crustacés et Coquillages
Pour la pièce de théâtre, voir Amour, coquillages et crustacés.
Pour plus de détails, voir Fiche technique et Distribution.
Crustacés et Coquillages est un film français écrit et réalisé par Olivier Ducastel et Jacques Martineau sorti en 2005.

## Synopsis
Marc et sa famille descendent de Paris pour profiter d'une villa dans les calanques marseillaises reçue en héritage. Il est choqué quand sa femme évoque la possible homosexualité de leur fils Charly qui reçoit son meilleur ami, Martin. 
La tranquillité de la villa de vacances va être troublée par la gestion tatillonne de l'eau chaude par Marc, les fantasmes de Martin envers Charly, et la présence de l'amant parisien de Béatrix.

## Fiche technique
- Titre : Crustacés et Coquillages
- Réalisation et scénario : Olivier Ducastel et Jacques Martineau
- Pays :  France
- Genre :  comédie, vaudeville
- Durée : 93 minutes
- Date de sortie : 30 mars 2005

## Distribution
- Gilbert Melki : Marc, le mari
- Valeria Bruni Tedeschi : Béatrix, l'épouse
- Romain Torres : Charly, leur fils
- Édouard Collin : Martin, l'ami homosexuel de leur fils
- Jacques Bonnaffé : Mathieu, l'amant de Béatrix
- Jean-Marc Barr : Didier, le plombier, ancien amant de Marc
- Sabrina Seyvecou : Laura, la fille de Marc et Béatrix
- Yannick Baudin : Michaël, le motard
- Sébastien Cormier : le nouveau copain de Laura
- Marion Roux : la joueuse de billard
- Julien Weber : Sylvain, le copain de Martin (à la fin)

## À noter
- Le titre du film est inspiré par le refrain de la chanson La Madrague, qui a été interprétée par Brigitte Bardot.
- Ne pas confondre avec Amour, Coquillages et Crustacés, titre d'une pièce de café-théâtre du Splendid qui fut adaptée au cinéma sous le titre : Les Bronzés par Patrice Leconte en 1978.

## Récompenses et distinctions

### Récompenses
- Festival de Berlin 2005 : Label Europa Cinemas